# Хваннейраркиркья
Хваннейраркиркья (исл. Hvanneyrarkirkja, исландское произношение: [ˈkʰvanːˌeiːrarˌcʰɪrca], дословно — «церковь дягилевой косы») — лютеранская церковь, расположенная в местечке Хваннейри на западе Исландии. Находится в списке охраняемых зданий региона Вестюрланд.

## Расположение церкви
Хваннейри (исл. Hvanneyri — коса дягиля) находится в муниципалитете Боргарбигд (исл. Borgarbyggð) в районе Андакидль (исл. Andakíll) на юго-западе холма, примыкающему к реке Гримсау (исл. Grímsá). Церковь, жилые здания и старые строения Сельскохозяйственного училища (в настоящее время — Сельскохозяйственный университет Исландии) находятся на нижней стороне склона так, что они хорошо видны через фьорд, а снизу располагаются ровные осоковые луга вдоль реки Квитау (исл. Hvítá). Эти луга  сыграли роль в выборе места для строительства Сельскохозяйственного училища. Сама церковь находится несколько севернее от него.

## История

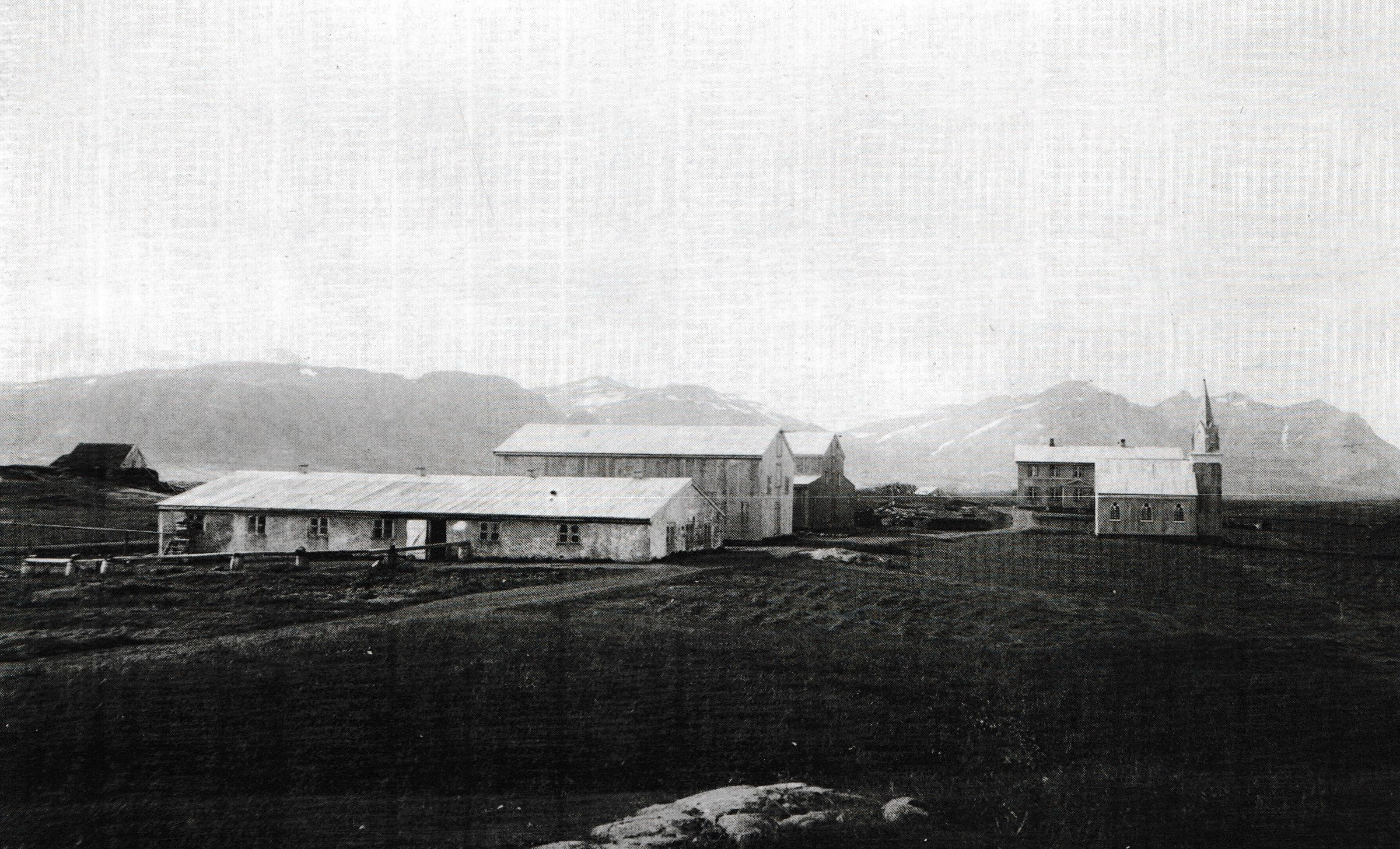
Хваннейри, 1906 год. Церковь недавно восстановлена

Гримюр Тоуриссон из Хельгеланн (исл. Grímur háleyski Þórisson), первопоселенец и управляющий на одном из кораблей, прибывших в Исландию, получил в дар земли между Андакилсау (исл. Andakílsá) и Гримсау. Позднее Хваннейри появился в реестре епископа Паля Йонссона, где указано о том, что примерно в 1200 году от церкви получена приходская плата. Наиболее ранее упоминание церкви, сохранившееся до наших дней, — опись церковного имущества, датированная 1257 годом. Церковь времён католичества была освящена в честь Девы Марии, апостола Петра, епископов Томаса и Мартейна.

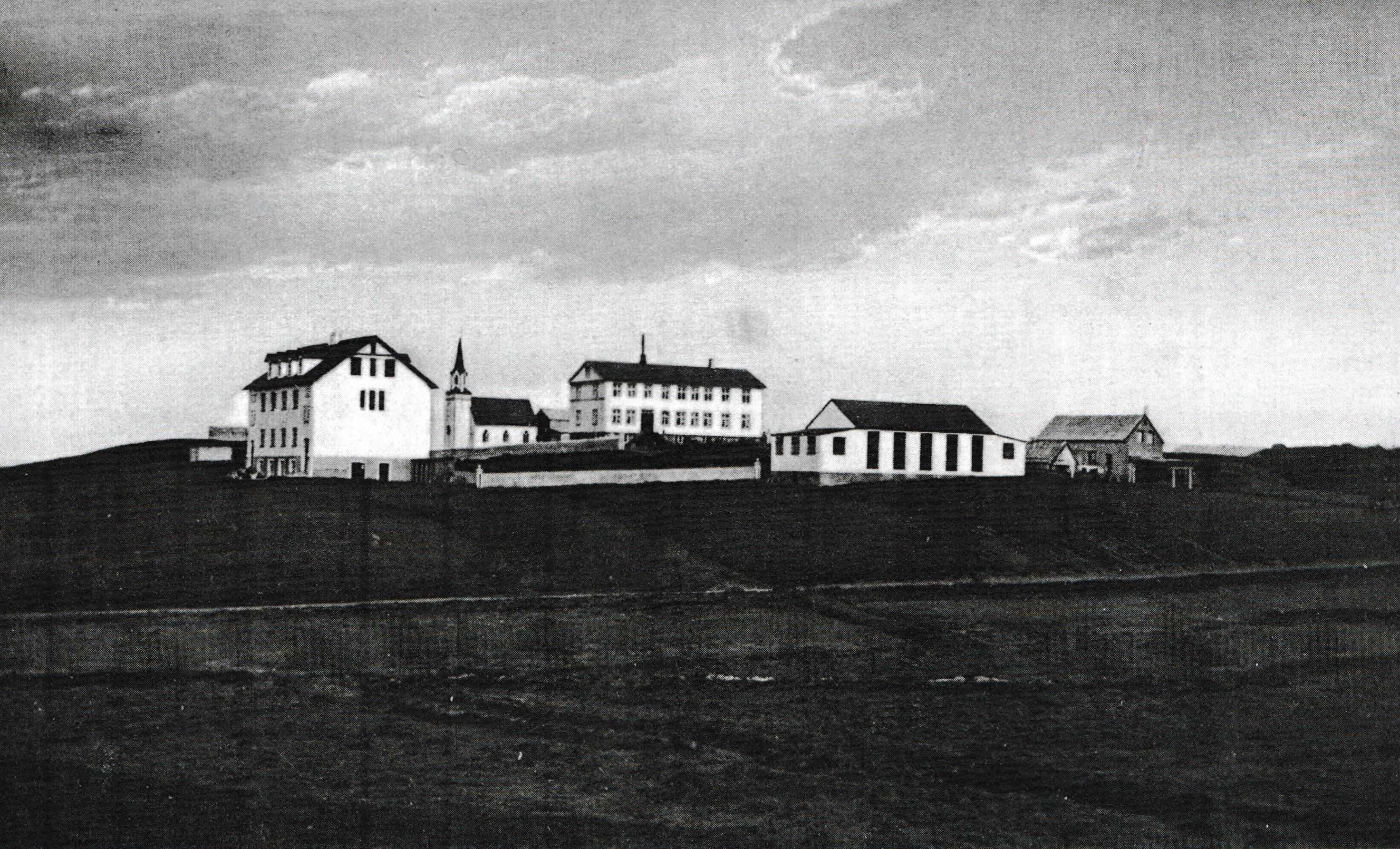
Хваннейри, 1912 год

Старая церковь, которую воздвигли в 1893 году, была разрушена штормом 14 ноября 1902 года; обломки её были разбросаны недалеко от того места, где позже восстановили церковь. Современное здание было возведено в 1905 году. Причина, по которой в Хваннейри три года церковь отсутствовала, была в том, что власти Южного административного района (исл. Suðuramtið) хотели, чтобы приход взял на себя ответственность за обеспечение Хваннейраркиркьи; тогда восстановление церкви ложилось бы на плечи прихожан, с чем они не были согласны. Церковь продолжала находиться во владении властей, пока Сельскохозяйственное училище не взяло церковь под присмотр; такой уклад хозяйственного управления церковью сохраняется до сих пор.

## Описание церкви

### Вид снаружи
Хваннейраркиркья — деревянная церковь с бетонным фундаментом, выполненная в стиле швейцарского шале. Размеры церкви снаружи: 8,8×6,3 м; фасад церкви — 2,6×2,6 м, высота стен — 3,8 м, высота торца — 6,3 м. Всё здание облицовано гофрированным железом. Перед церковью находится пятиступенчатая лестница с простыми поручнями по обоим бокам. Крышу и башню обрамляют деревянные вставки. На продольных сторонах церкви располагаются три деревянных окна с каждой из сторон, выполненные в готическом стиле. На передней стороне колонны находятся два высоких и узких оконных проёма. На башне располагаются четыре оконных проёма на каждую из сторон башни, подобные окнам на колонне. На шпиле башни находится простой железный крест.
Снаружи церковь покрашена в четыре цвета: основание — серое, стены церкви и башни — белые, а крыши основного строения и башни — красные; все деревянные детали имеют тёмно-зелёный цвет.

### Вид внутри
Размеры церкви внутри: 8,4×5,9 м. У северной стены находится орган и клирос, алтарь — посередине, а у южной стены располагается церковная кафедра. Стены церкви отделаны планками из светлого дерева.

## Архитектура
Если рассматривать Хваннейраркиркью с точки зрения стиля, то становится очевидна связь с европейским храмовым зодчеством; также она является одной из ступеней развития архитектуры исландских деревянных церквей в XX веке. В конце XIX века неоготический стиль оказал сильное влияние на архитектуру храмовых зданий в Северной Европе. В ранних работах Рёгнвальдюра Оулафссона, в которые входит и Хваннейраркиркья, можно заметить это влияние.

## Церковная утварь
Церковь в Хваннейри занимает особое положение среди церквей в Боргарбигде. Это обусловлено тем, что она находится в хозяйственном распоряжении Сельскохозяйственного университета Исландии. Сохранившиеся после разрушения церкви ценности были перенесены в старое здание университета, однако несколько позднее оно сгорело. Церковную утварь Хваннейраркиркьи можно разделить на две группы: ценные предметы, которые относятся к XX веку и более старые предметы, часть из которых сейчас находится не в церкви (в том числе была продана). Также некоторые предметы были пожертвованы общественными объединениями и частными лицами.
«Запрестольный образ» — картина художника Бриньоульвюра Тоурдарсона (Brynjólfur Þórðarson; 1896—1938), выполненная маслом на грубом холсте, была приобретена церковью в 1924 году. Образ, находившийся на алтаре ранее, был привезён из Англии в XV веке и был изготовлен из алебастра. На картине Бриньоульвюра Тоурдарсона изображён Христос на фоне исландского пейзажа. По обе стороны от него находятся две стоящие на коленях женщины. Изображение обрамлено тёмной деревянной рамкой и сочетается с рамой, спроектированной самим архитектором и установленной, когда церковь была достроена. Согласно словам смотрителя церкви, на стене за алтарной картиной остаются следы нарисованного ранее креста. Размер картины 217 см в высоту и 141 см в ширину.